# سیارک ۱۸۱۷۵۱
سیارک ۱۸۱۷۵۱ (به انگلیسی: 181751 Phaenops، نامگذاری:1996HS12)۱۸۱۷۵۱مین سیارک کشف شده‌است که در ۱۷ آوریل ۱۹۹۶ کشف شد.